# A Videoton FC 2015–2016-os szezonja
Ez a szócikk a Videoton FC 2015–2016-os szezonjáról szól, mely sorozatban a 16., összességében pedig a 47. idénye a csapatnak a magyar első osztályban. A klub fennállásának ekkor volt a 74. évfordulója. A szezon 2015. július 18-án kezdődött és 2016. április 30-án ért véget.

## OTP Bank Liga

### Első kör
| 1. forduló 2015. július 18. 20:30 |

| Budapest Honvéd FC             | 1 – 0               | Videoton FC                      |
| ------------------------------ | ------------------- | -------------------------------- |
| Youla 84' Botka 46' Kamber 58' | (0 – 0) Jegyzőkönyv | Juhász 49' Lang 83′ Szolnoki 89' |

| Bozsik József Stadion, Budapest Nézőszám: 2020 Játékvezető: Vad II István (magyar) Asszisztensek: Tóth II Vencel , Georgiou Theodos |

## A bajnokság végeredménye (Tabella)
| #   | Csapat                  | M  | GY | D  | V  | G+ – G– | GK  | P  | Megjegyzések                                   |
| --- | ----------------------- | -- | -- | -- | -- | ------- | --- | -- | ---------------------------------------------- |
| 1.  | Ferencvárosi TC         | 33 | 24 | 4  | 5  | 69–23   | +46 | 76 | 2016–2017-es Bajnokok Ligája – 2. selejtezőkör |
| 2.  | Videoton CV             | 33 | 17 | 4  | 12 | 42–29   | +13 | 55 | 2016–2017-es Európa-liga – 1. selejtezőkör     |
| 3.  | Debreceni VSC           | 33 | 14 | 11 | 8  | 48–34   | +14 | 53 | 2016–2017-es Európa-liga – 1. selejtezőkör     |
| 4.  | MTK Budapest            | 33 | 14 | 9  | 10 | 39–37   | +2  | 51 | 2016–2017-es Európa-liga – 1. selejtezőkör     |
| 5.  | Szombathelyi Haladás    | 33 | 13 | 11 | 9  | 33–37   | −4  | 50 |                                                |
| 6.  | Újpest FC               | 33 | 11 | 13 | 9  | 42–37   | +5  | 46 |                                                |
| 7.  | Paksi FC                | 33 | 12 | 7  | 14 | 41–40   | +1  | 43 |                                                |
| 8.  | Budapest Honvéd FC      | 33 | 12 | 7  | 14 | 40–39   | +1  | 43 |                                                |
| 9.  | Diósgyőri VTK           | 33 | 10 | 8  | 15 | 37–47   | −10 | 38 |                                                |
| 10. | Vasas SC Ú              | 33 | 9  | 5  | 19 | 32–54   | −22 | 32 |                                                |
| 11. | Puskás Akadémia         | 33 | 7  | 10 | 16 | 35–51   | −16 | 31 | NB II                                          |
| 12. | Békéscsaba 1912 Előre Ú | 33 | 6  | 9  | 18 | 25–55   | −30 | 27 | NB II                                          |

Utolsó frissítés: 2016. április 30. 
Forrás: mlsz.hu - tabella 
A rangsorolás alapszabályai: 1. összpontszám, 2. egymás elleni eredmények összpontszáma, 3. gólkülönbség, 4. szerzett gólok száma.
(B): Bajnokcsapat, (K): Kieső csapat, (F): Feljutó csapat, (I): Kupainduló, (R): A rájátszás győztese, (KGY): Kupagyőztes

## Változások a szakmai stábban az előző szezonhoz képest
| Edző                | Időszak             |
| ------------------- | ------------------- |
| Joan Carrillo Milán | 2014–2015           |
| Bernard Casoni      | 2015                |
| Pető Tamás          | 2015 (ideiglenesen) |
| Horváth Ferenc      | 2015–2016           |

## Játékos keret
2015. szeptember 1-i állapot szerint. A félkövérrel jelölt játékosok szerepeltek hazájuk felnőtt válogatottjában.
| No. |         | Poszt | Játékos         |
| --- | ------- | ----- | --------------- |
| 1   | SER     | K     | Filip Pajović   |
| 3   | BRA     | V     | Paulo Vinícius  |
| 5   | HUN     | KP    | Heffler Tibor   |
| 6   | HUN     | V     | Fejes András    |
| 9   | HUN     | CS    | Feczesin Róbert |
| 10  | HUN     | KP    | Kovács István   |
| 14  | HUN     | CS    | Rudolf Gergely  |
| 16  | POR     | KP    | Filipe Oliveira |
| 17  | HUN     | KP    | Pátkai Máté     |
| 18  | HUN     | V     | Lang Ádám       |
| 19  | Macedón | CS    | Mirko Ivanovski |

| No. |     | Poszt | Játékos                                               |
| --- | --- | ----- | ----------------------------------------------------- |
| 22  | CPV | V     | Stopira                                               |
| 23  | HUN | V     | Juhász Roland                                         |
| 27  | GUI | CS    | Alhassane Soumah (kölcsönben a Juventustól)           |
| 30  | HUN | V     | Szolnoki Roland                                       |
| 33  | CRO | KP    | Dinko Trebotić                                        |
| 42  | HUN | K     | Gábor Péter                                           |
| 44  | SER | K     | Branislav Danilović (kölcsönben a Puskás Akadémiától) |
| 46  | HUN | KP    | Simon Ádám                                            |
| 74  | HUN | K     | Kovácsik Ádám                                         |
| 99  | BIH | KP    | Asmir Suljić                                          |
|     | FRA | V     | Loïc Nego                                             |

### Kölcsönadott játékosok
| # |     | Poszt | Név                                          |
| - | --- | ----- | -------------------------------------------- |
|   | HUN | K     | Horváth Tamás (a Puskás Akadémia csapatához) |
|   | HUN | KP    | Zsótér Donát (a Puskás Akadémia csapatához)  |
|   | HUN | V     | Lorentz Márton (a Dunaújváros csapatához)    |
|   | HUN | KP    | Koltai Tamás (a Paks csapatához)             |